# Movima

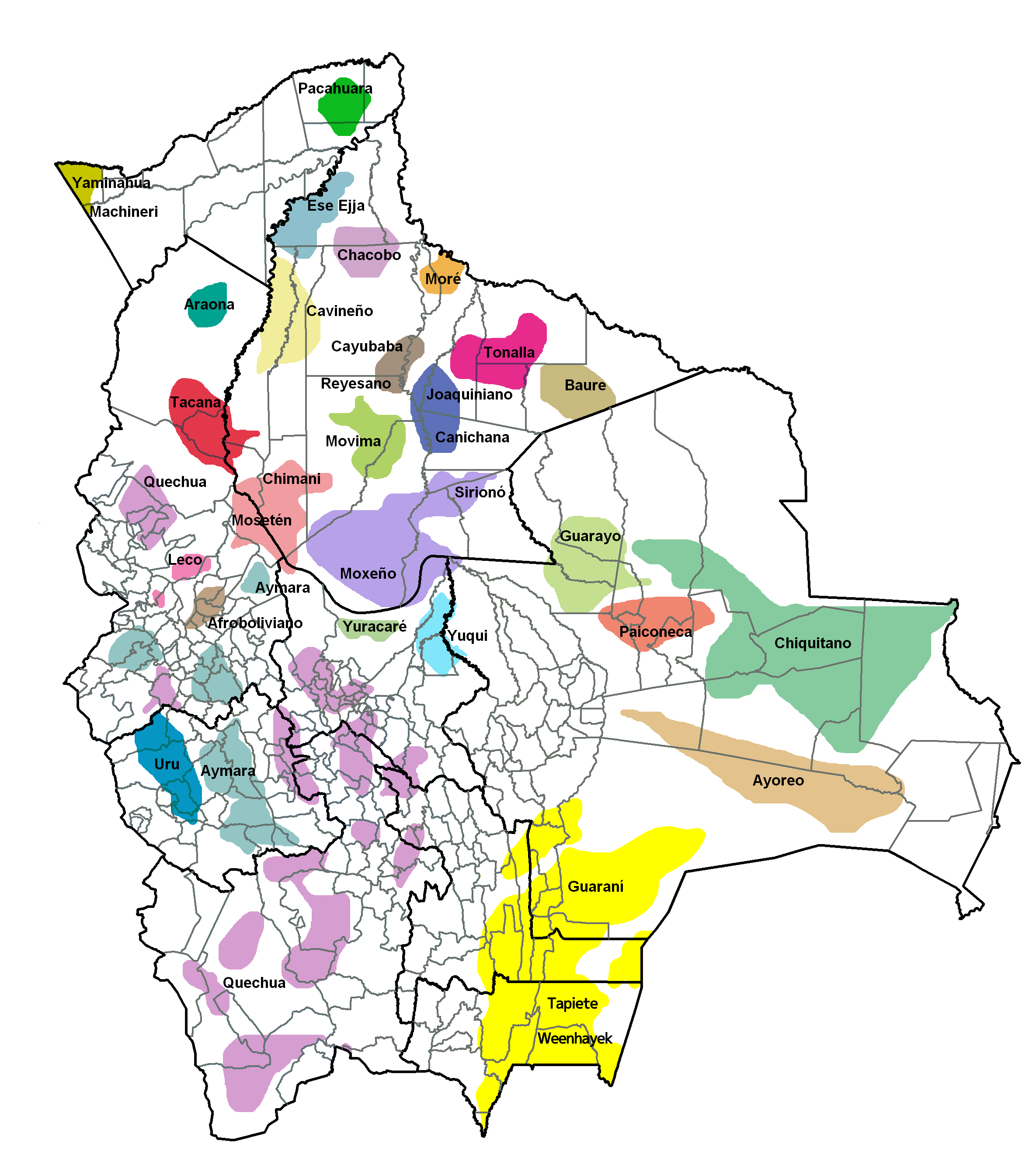
Mapa dels pobles originaris de Bolívia

El movima és una llengua indígena parlada a la província de Yacuma, departament de Beni, a Bolívia, per unes 1.400 persones, segons les dades del Cens Indígena Rural de Tierras Bajas de 1994.
Des de la promulgació del decret suprem núm. 25894 l'11 de setembre de 2000 el movima és una de les llengües indígenes oficials de Bolívia. Va ser inclòs en la Constitució Política promulgada el 7 de febrer de 2009.
Com assenyala Haude (2012), tot i comptar amb centenars de parlants, el movima és considerat una llengua en perill d'extinció. Segons l'estudi de PROEIB Andes (2001), l'ètnia movima compta amb 6.516 membres, dels quals el 76,4% és monolingüe en castellà, i només un 0,5% és monolingüe en movima. Gran part dels parlants monolingües són ja adults o gent gran, mentre que gairebé tots els nens són monolingües en castellà. Actualment existeixen una sèrie d'iniciatives per promoure el manteniment de l'idioma, com, per exemple, la implementació de cursos en movima en diverses institucions.
Se la considera una llengua aïllada. Fins ara no s'ha mostrat cap parentiu convincent amb cap altra llengua de la regió, malgrat algunes similituds lèxiques amb l'itonama.